# Cagny (Calvados)
Cagny és un municipi francès situat al departament de Calvados i a la regió de Normandia. L'any 2007 tenia 1.483 habitants.

## Demografia

### Població
El 2007 la població de fet de Cagny era de 1.483 persones. Hi havia 536 famílies de les quals 106 eren unipersonals (59 homes vivint sols i 47 dones vivint soles), 162 parelles sense fills, 217 parelles amb fills i 51 famílies monoparentals amb fills.
La població ha evolucionat segons el següent gràfic:
Habitants censats

### Habitatges
El 2007 hi havia 553 habitatges, 540 eren l'habitatge principal de la família i 13 estaven desocupats. 471 eren cases i 83 eren apartaments. Dels 540 habitatges principals, 215 estaven ocupats pels seus propietaris, 320 estaven llogats i ocupats pels llogaters i 6 estaven cedits a títol gratuït; 4 tenien una cambra, 24 en tenien dues, 84 en tenien tres, 166 en tenien quatre i 263 en tenien cinc o més. 413 habitatges disposaven pel capbaix d'una plaça de pàrquing. A 246 habitatges hi havia un automòbil i a 238 n'hi havia dos o més.

### Piràmide de població
La piràmide de població per edats i sexe el 2009 era:
| Homes | Edats   | Dones |
| ----- | ------- | ----- |
| 0     | 95 o +  | 0     |
| 0     | 90 a 94 | 4     |
| 12    | 85 a 89 | 28    |
| 0     | 80 a 84 | 32    |
| 0     | 75 a 79 | 32    |
| 24    | 70 a 74 | 16    |
| 32    | 65 a 69 | 24    |
| 20    | 60 a 64 | 16    |
| 40    | 55 a 59 | 36    |
| 44    | 50 a 54 | 48    |
| 44    | 45 a 49 | 48    |
| 60    | 40 a 44 | 76    |
| 52    | 35 a 39 | 64    |
| 56    | 30 a 34 | 92    |
| 56    | 25 a 29 | 32    |
| 44    | 20 a 24 | 40    |
| 80    | 15 a 19 | 80    |
| 72    | 10 a 14 | 52    |
| 68    | 5 a 9   | 64    |
| 72    | 0 a 4   | 60    |

## Economia
El 2007 la població en edat de treballar era de 958 persones, 706 eren actives i 252 eren inactives. De les 706 persones actives 610 estaven ocupades (313 homes i 297 dones) i 96 estaven aturades (45 homes i 51 dones). De les 252 persones inactives 82 estaven jubilades, 110 estaven estudiant i 60 estaven classificades com a «altres inactius».

### Ingressos
El 2009 a Cagny hi havia 532 unitats fiscals que integraven 1.409 persones, la mediana anual d'ingressos fiscals per persona era de 17.166 €.

### Activitats econòmiques
Dels 72 establiments que hi havia el 2007, 3 eren d'empreses extractives, 2 d'empreses alimentàries, 3 d'empreses de fabricació d'altres productes industrials, 3 d'empreses de construcció, 25 d'empreses de comerç i reparació d'automòbils, 8 d'empreses de transport, 5 d'empreses d'hostatgeria i restauració, 2 d'empreses immobiliàries, 10 d'empreses de serveis, 7 d'entitats de l'administració pública i 4 d'empreses classificades com a «altres activitats de serveis».
Dels 9 establiments de servei als particulars que hi havia el 2009, 1 era una oficina de correu, 2 guixaires pintors, 1 electricista, 3 perruqueries i 2 restaurants.
Dels 5 establiments comercials que hi havia el 2009, 1 era una gran superfície de material de bricolatge, 1 una botiga de menys de 120 m², 1 una fleca, 1 una botiga d'electrodomèstics i 1 una joieria.
L'any 2000 a Cagny hi havia 9 explotacions agrícoles.

## Equipaments sanitaris i escolars
L'únic equipament sanitari que hi havia el 2009 era una farmàcia.
El 2009 hi havia 1 escola maternal i 1 escola elemental.

## Poblacions més properes
El següent diagrama mostra les poblacions més properes.